# Théâtre Louvois
Théâtre Louvois bylo v letech 1791–1825 divadlo v Paříži, které se zaměřovalo na operu. Nacházelo se na ulici Rue de Louvois č. 6 ve 2. obvodu.

## Historie
Divadlo bylo postavena za Velké francouzské revoluce v roce 1791 podle plánů architekta Alexandra Théodora Brongniarta (1739-1813). Divadlo bylo otevřeno 6. srpna pod názvem Théâtre des Amis de la Patrie (Divadlo přátel Vlasti). V roce 1798 se divadlo přejmenovalo na Théâtre Louvois a roku 1805 bylo přejmenováno na Théâtre de l'Impératrice (Divadlo císařovny podle Napoleonovy manželky Joséphine de Beauharnais). Po vydání divadelního dekretu roku 1808, ve kterém Napoleon povolil pouze omezený počet pařížských divadel, bylo divadlo uzavřeno. Pařížská opera, která sídlila v sousedství na Rue de Richelieu, divadlo využívala jako skladiště a obě budovy byly spojeny železným mostem. Od února 1820 do srpna 1821 zde Pařížská opera měla svou scénu, ale nastudovaly se zde jen dvě hry. Poté se Pařížská opera přesunula na nové místo do Rue le Peletier. V roce 1825 bylo divadlo zcela uzavřeno a roku 1899 byla budova stržena.